# ويندي وير
ويندي وير (12 نوفمبر 1948 في أستراليا - ) (بالإنجليزية: Wendy Weir)‏ هي لاعبة كريكت أسترالية. شاركت مع منتخب أستراليا الوطني للكريكت.

## وصلات خارجية
- ويندي وير على موقع إي آس بي آن كريك إنفو (الإنجليزية)